# Істомино (Перемишльський район)
Істомино (рос. Истомино) — присілок в Перемишльському районі Калузької області Російської Федерації.
Населення становить 3 особи. Входить до складу муніципального утворення Село Макарово.

## Історія
Від 2004 року входить до складу муніципального утворення Село Макарово

## Населення
| 2002 | 2010 |
| ---- | ---- |
| 11   | ↘3   |